# 달짜
달짜(본명: 임선영, 1986년 7월 1일 ~ )은 대한민국의 가수이다.

## 학력
- 경복대학교 실용음악학과 졸업

## 가족 관계
- 이모 : 주현미

## 데뷔
- 2008년 싱글 앨범 "사랑의 싸인"

## 대표작

### 음반
- 1집 싱글 《사랑의 싸인》

## 수상
- 2007년 현인가요제 동상 수상
- 경인방송 열전 가수왕 우수상
- 한국연예협회연예대회 노래부문 최우수상
- 원음방송 WBS교통가족가수왕 대상 수상